# Camponotus petersii
Camponotus petersii é uma espécie de inseto do gênero Camponotus, pertencente à família Formicidae.